# Забырин, Николай Владимирович
Николай Владимирович Забырин (1923—1981) — советский военный лётчик, участник Великой Отечественной войны. Герой Советского Союза (1945). Гвардии полковник.

## Биография
Николай Владимирович Забырин родился 13 марта 1923 года в посёлке Вербилки Дмитровского уезда Московской губернии РСФСР (ныне посёлок Талдомского района Московской области Российской Федерации) в семье рабочего. Русский. Окончив среднюю школу в родном посёлке, поступил в физкультурный техникум в посёлке Малаховка Московской области, однако, увлёкшись авиацией, бросил его и поступил в Подольский аэроклуб.
В марте 1941 года был призван в ряды Рабоче-Крестьянской Красной армии. В первые месяцы войны находился в частях запаса. В апреле 1942 года младший лётчик Забырин был направлен на аэродром Остафьево, где из молодых авиаторов Москвы и Подмосковья формировался 814-й истребительный авиационный полк. Однако в полку насчитывалось только 26 самолётов (24 истребителя «Харрикейн»¡ и 2 истребителя УТИ-4), а лётчики были очень молоды и неопытны. Командование сочло его небоеспособным и не решилось использовать в боевых действиях. Лишь летом 1942 года некоторые пилоты полка совершали боевые вылеты в составе 263-й истребительной авиационной дивизии 3-й воздушной армии и даже сбили 4 вражеских самолёта.
В начале октября 1942 года весь личный состав полка был переведён в расположение 8-го запасного истребительного полка, базировавшегося на аэродроме Багай-Барановка в Вольском районе Саратовской области. На его базе молодые лётчики прошли переподготовку на истребителях Як-1. Сержант Забырин в этот период прошёл обучение в Армавирской военной авиационной школе пилотов, получил офицерское звание.
Боевой путь 814-й истребительный авиационный полк начал 25 декабря 1942 года в составе 207-й истребительной авиационной дивизии 17-й воздушной армии Юго-Западного фронта. Боевое крещение младший лейтенант Забырин принял в ходе Ворошиловградской наступательной операции. Счёт воздушных побед открыл 12 мая 1943 года, сбив в районе посёлка Первомайское Шевченковского района Харьковской области немецкий самолёт-разведчик Физелер Fi 156 Шторх. В бою 22 мая 1943 года четвёрка Як-1 вступила в бой с 18-ю истребителями ФВ-190. Будучи ведомым, младший лейтенант Забырин отразил восемь атак на своего ведущего. Сам сбил вражеский истребитель и дал возможность ведущему сбить ещё два самолёта. Во время вылетов лётчики-истребители нередко производили штурмовки вражеских колонн. Так, 2 мая 1943 года в паре с лейтенантом Н. Ф. Химушиным Забырин атаковал вражеский эшелон на участке Лозовая-Славянск. В результате штурмовки лётчики вывели из строя паровоз и истребили несколько солдат противника. 10 мая 1943 года звено 2-й эскадрильи полка атаковало немецкую автоколонну в районе села Лозовское Харьковской области, уничтожив 10 автомашин с грузами, две из которых были записаны на счёт Забырина.
В ожесточённых боях на Курской дуге в июле 1943 года лётчики полка действовали на белгородском направлении, выполняя боевые полёты на сопровождение штурмовиков, прикрытие наземных войск и аэроузлов, перехват вражеских бомбардировщиков. Всего к середине июля младший лейтенант Забырин совершил 96 боевых вылетов, провёл 19 воздушных боёв, в которых сбил 4 самолёта противника. Ещё три вражеские машины он уничтожил во время Изюм-Барвенковской и Донбасской операций. Показательным был бой 17 августа 1943 года. Четвёрка Як-1 2-й эскадрильи 814-го истребительного авиационного полка перехватила группу самолётов противника из 24-х бомбардировщиков, следовавших под прикрытием 16-ти истребителей ФВ-190 на бомбардировку советских войск в район Барвенково. Пока одна пара «Яков» связывала боем истребители прикрытия, пара Забырина врезалась в строй бомбардировщиков, и сбив 1 Ю-88, заставила остальные сбросить бомбовую нагрузку на свои войска и ретироваться с поля боя.
За отличие в боях и героизм лётного состава приказом НКО СССР № 264 от 24 августа 1943 года 814-й истребительный авиационный полк был переименован в 106-й гвардейский в составе 11-й гвардейской истребительной авиационной дивизии 1-го гвардейского смешанного авиационного корпуса 17-й воздушной армии. До 9 января 1944 года полк поддерживал наступательные действия Юго-Западного фронта (с 20 октября 1943 года — 3-й Украинский фронт), после чего был выведен в резерв Ставки Верховного Главнокомандования. На фронт гвардии лейтенант Забырин в составе своего подразделения вернулся в июле 1944 года в должности командира авиационного звена. 1-й гвардейский смешанный авиационный корпус (с 28 сентября 1944 года — 2-й гвардейский штурмовой авиационный корпус) был включён в состав 2-й воздушной армии 1-го Украинского фронта. В ходе Львовско-Сандмирской операции гвардии лейтенант Забырин произвёл более 45 боевых вылетов на сопровождение штурмовиков корпуса, не допустив ни одной потери Ил-2 от истребителей противника. В дальнейшем участвовал в прикрытии наземных войск фронта на Сандомирском плацдарме.
В 1945 году участвовал в Висло-Одерской операции, в прорыве обороны противника на реке Нейсе, штурме города Дрезден. 22 февраля 1945 года 6 Як-1 106-го гвардейского авиаполка вступили в бой с 30 ФВ-190, шедших на штурмовку советских наземных войск. Стремительными атаками советские лётчики вынудили противника сбросить бомбовую нагрузку, не долетев до цели, и лечь на обратный курс. При этом гвардии лейтенант Забырин сбил один ФВ-190. 17 апреля 1945 года он выполнял боевую задачу по сопровождению Ил-2 своего корпуса. Группа советских самолётов была атакована истребителями противника общим числом до 40 самолётов. Приняв неравный бой, Забырин отбил 12 атак противника, не допустив потерь среди своих штурмовиков.

Могила Н. В. Забырина на Кунцевском кладбище Москвы.

К маю 1945 года на его личном счету числилось 315 боевых вылетов, в том числе на сопровождение штурмовиков ИЛ-2 — 166 вылетов, на разведку — 56 вылетов, на прикрытие наземных войск — 71 вылет, на «свободную охоту» — 22 вылета. В результате штурмовых операций им уничтожено 34 автомашины, 32 подводы с грузами, 2 бронемашины, до 50 вражеских солдат и офицеров противника. В 67 воздушных боях им сбито 15 самолётов противника. Кроме того звено гвардии лейтенанта Забырина уничтожило вражеский бронепоезд на станции Шпроттау.
За образцовое выполнение боевых заданий командования на фронте борьбы с немецкими захватчиками и проявленные при этом отвагу и геройство указом Президиума Верховного Совета СССР от 27 июня 1945 года гвардии лейтенанту Забырину Николаю Владимировичу было присвоено звание Героя Советского Союза.
После войны продолжил службу в Военно-воздушных силах СССР. В 1955 году окончил Военно-Воздушную академию. С 13 апреля 1957 года по 27 октября 1959 года служил командиром 113-го истребительного авиационного полка, базировавшегося на аэродроме Большая Кахновка в городе Кременчуг, в Киевском военном округе. Затем служил в штабе Московского военного округа. В 1975 году уволился в запас в звании гвардии полковника. Жил в Москве, работал начальником управления ЦК ДОСААФ СССР. 29 апреля 1981 года скончался. Похоронен на Кунцевском кладбище столицы.

## Награды и звания
- Медаль «Золотая Звезда» (27 июня 1945);
- орден Ленина (27 июня 1945);
- орден Красного Знамени — трижды (17.01.1944; 02.08.1944; 24.04.1945);
- орден Отечественной войны 1-й степени;
- орден Отечественной войны 2-й степени (31.07.1943);
- орден Красной Звезды;
- орден «Знак Почёта»;
- орден За службу Родине в Вооружённых Силах СССР 3 степени;
- медали.

## Список известных личных побед Н. В. Забырина
| №  | Дата       | Тип самолёта             | Место боя                  |
| -- | ---------- | ------------------------ | -------------------------- |
| 1  | 12.05.1943 | Fieseler Fi 156 Storch   | Первомайское               |
| 2  | май 1943   | Focke-Wulf Fw 190 Wurger | Барвенково                 |
| 3  | 04.07.1943 | Focke-Wulf Fw 189 Uhu    | Большая Гомольша           |
| 4  | 06.07.1943 | Focke-Wulf Fw 190 Wurger | Крапивная                  |
| 5  | 06.07.1943 | Messerschmitt Bf.109     | Шевченково                 |
| 6  | 18.07.194  | Henschel Hs 123          | Петрополье                 |
| 7  | 16.08.1943 | Focke-Wulf Fw 190 Wurger | южнее Банновский           |
| 8  | 28.08.1943 | Messerschmitt Bf.109     | северо-западнее Тарановка  |
| 9  | 22.08.1944 | Focke-Wulf Fw 190 Wurger | севернее Шляхецке (Польша) |
| 10 | 15.02.1945 | Focke-Wulf Fw 190 Wurger | Заган                      |
| 11 | 22.02.1945 | Focke-Wulf Fw 190 Wurger | Губен                      |
| 12 | 16.04.1945 | Focke-Wulf Fw 190 Wurger | Германия                   |

## Память
- Имя Героя Советского Союза Н. В. Забырина увековечено на мемориальном комплексе в городе Талдом Московской Области.
- Именем героя Советского Союза Н. В. Забырина названа улица в посёлке Вербилки.
- В Вербилковской средней общеобразовательной школе в посёлке Вербилки существует музей Н. В. Забырина.

## Примечание
1. ↑  Ныне Талдомский район, Московской области
2. ↑  Память народа. Дата обращения: 28 июня 2022. Архивировано 15 июня 2022 года.
3. ↑  Из рабочих – по линии отца. Мать, Н. В. Забырина, имела дворянское происхождение, а два его дяди по материнской линии были репрессированы в 1930-е годы как классовые враги.
4. ↑  Данные о количестве сбитых самолётов приведены согласно представлению к званию Героя Советского Союза.
5. ↑  В представлении к ордену Отечественной войны 2-й степени сказано о двух сбитых 22 мая 1943 года в районе Привольное ФВ-190.
6. ↑  В представлении к ордену Красного Знамени местом боя указан район Барвенково.

## Документы
- Общедоступный электронный банк документов «Подвиг Народа в Великой Отечественной войне 1941—1945 гг.» Архивировано 13 марта 2012 года.

Герой Советского Союза. Архивировано 25 декабря 2012 года.
Указ Президиума Верховного Совета СССР. Архивировано 24 мая 2013 года.
Список награждённых. Архивировано 24 мая 2013 года.
Орден Красного Знамени (17.01.1944). Архивировано 24 мая 2013 года.
Орден Красного Знамени (02.08.1945). Архивировано 24 мая 2013 года.
Орден Красного Знамени (1945). Архивировано 24 мая 2013 года.
Орден Отечественной войны 2-й степени. Архивировано 24 мая 2013 года.

## Сочинения
- Забырин Н. Бой над Нейсе // Крылья Родины. — М:: ДОСААФ, 1980. — № 5. — С. 12, 13.